# ハラギギー岬

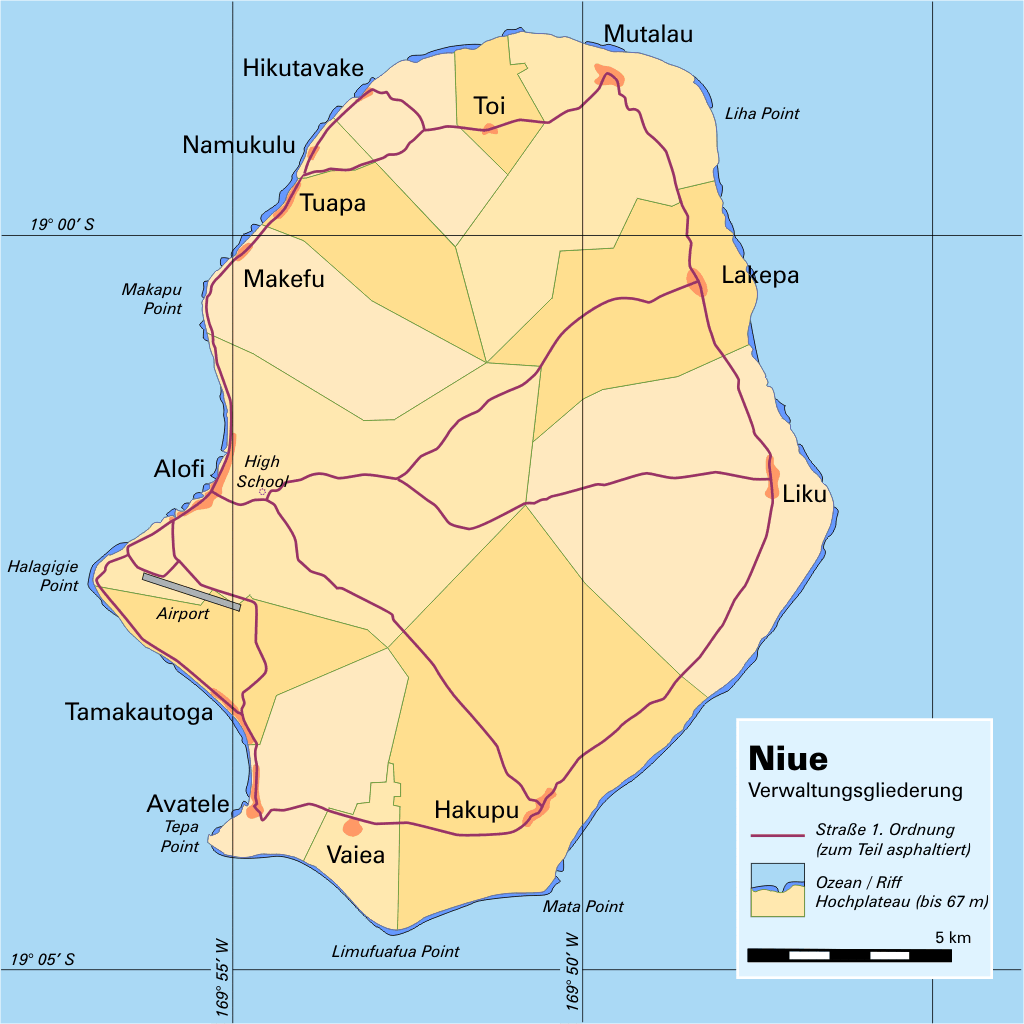
ハラギギー岬はニウエの西端である

ハラギギー岬（ハラギギーみさき）は、ポリネシアにあるニウエの西端部にある岬。首都アロフィの南西に位置している。北のアロフィー湾、南のアバテレ湾という2つの大きな湾に挟まれている。
座標: 南緯19度03分 西経169度55分 / 南緯19.050度 西経169.917度